# Линденсков, Йонн
Йонн Марни Линденсков (фар. Jonn Marni Lindenskov; род. 30 ноября 1997 года в Воавуре, Фарерские острова) — фарерский футболист, полузащитник.

## Карьера
Йонн является воспитанником «Сувуроя» из его родного Воавура. За взрослую команду «синих» он дебютировал 16 марта 2014 года в матче первого дивизиона против дубля клуба «ЭБ/Стреймур». Всего в своём дебютном сезоне Йонн провёл 15 встреч, внеся хороший вклад в подъём своей команды в премьер-лигу. В сезоне-2015 он был в заявке клуба на чемпионат Фарерских островов, однако так и не сыграл в нём из-за травмы. Йонн вернулся в строй в 2016 году и принял участие в 26 играх первой лиги.
В 2017—2018 годах все сувуройские коллективы были объединены в единую команду «ТБ/ФКС/Ройн», и Йонн в основном выступал за её дублирующий состав в первом дивизионе, лишь изредка вызываясь на игры клубной основы. Его дебют в первой команде состоялся 21 мая 2017 года в матче фарерской премьер-лиги против клуба «Викингур». Всего в составе «ТБ/ФКС/Ройн» он провёл 3 встречи за 2 сезона.
В конце сезона-2018 единая сувуройская команда распалась, и Йонн вернулся в родной «Сувурой». Он стал твёрдым игроком основы: в 2019 году полузащитник принял участие в 15 играх второго дивизиона, а в 2020 году — в 16. По итогам сезона-2020 команда Йонна добилась выхода в первый дивизион.